# Odense Isstadion
Das Odense Isstadion (durch Sponsoringvertrag Spar Nord Arena) ist eine Eissporthalle in der dänischen Stadt Odense.

## Geschichte
Das Odense Isstadion wurde 1999 eröffnet und ist seither Heimspielstätte der Eishockeymannschaft Odense Bulldogs aus der Metal Ligaen. Veranstaltungen in anderen Sportarten werden vom Odense Skøjteklub, Odense Curling Club sowie Odense Rulleskøjte Klub ausgetragen.
Die Halle trug den Sponsorennamen Vestfyen Arena. Der Sponsor war die Bryggeriet Vestfyen (Brauerei Vestfyen).
1999 wurde die Hälfte der Spiele der Eishockey-B-Weltmeisterschaft in der Arena ausgetragen.